# Петър Балабанов
Петър Димитров Балабанов е български скулптор и е известен предимно с портретната скулптура от мрамор.

## Кратка биография
Роден е на 22 ноември 1905 година в град Чирпан. Завършва през 1936 г. скулптура в Национална художествена академия в София при професор Андрей Николов. 
В Градската художествена галерия „Борис Георгиев“ – Варна, се намира една от най-добрите творби на Петър Балабанов – скулптурният портрет на оперния певец Петър Райчев.

## Творчество
По-важни негови творби са: „Войната“ (1935, мрамор), „Робство“ (мрамор), „Батак" (мрамор), „Дружбата“, „Глава на момиче“ (мрамор, НХГ). Петър Балабанов прави скулптурните портрети: „Проф. Панка Пелишек“ (1945, мрамор, НХГ), „Проф. Владимир Аврамов“ (мрамор, НХГ); бюстове: „Тодор Каблешков“ (музея, Копривщица), „Любен Каравелов“ (музея, Копривщица), „Христо Ясенов“ (мрамор, Етрополе), „Тодор Самодумов“ (Министерство на просветата), „Георги Белев“, „Марин Големинов“, „Петър Райчев“, „Емануил Попдимитров“; глави: „Проф. Стефан Иванов“ (БАН), „Михаил Димитров“ (БАН), „Никола Агънскй – началпик-щаб на въстанието 1923“; барелеф „Христо Смирненски“ (мрамор, музей „Хр. Смирнески“, София) и други. 
Творбите му са пръснати из цялата страна по музеи, художествени галерии, учреждения и частни лица.
Петър Балабанов умира на 25 септември 1959 г. в Габрово на 63 години.